# Calamagrostis yanyuanensis
Calamagrostis yanyuanensis är en gräsart som beskrevs av Jun Liang Yang. Calamagrostis yanyuanensis ingår i släktet rör, och familjen gräs. Inga underarter finns listade i Catalogue of Life.